# (200311) 2000 EH10
(200311) 2000 EH10 es un asteroide perteneciente al cinturón de asteroides descubierto el 3 de marzo de 2000 por el equipo del Lincoln Near-Earth Asteroid Research desde el Laboratorio Lincoln, Socorro, Nuevo México, Estados Unidos.

## Designación y nombre
Designado provisionalmente como 2000 EH10.

## Características orbitales
2000 EH10 está situado a una distancia media del Sol de 2,186 ua, pudiendo alejarse hasta 2,405 ua y acercarse hasta 1,967 ua. Su excentricidad es 0,100 y la inclinación orbital 2,296 grados. Emplea 1180,84 días en completar una órbita alrededor del Sol.

## Características físicas
La magnitud absoluta de 2000 EH10 es 17,6. 